# Enric el Barbut

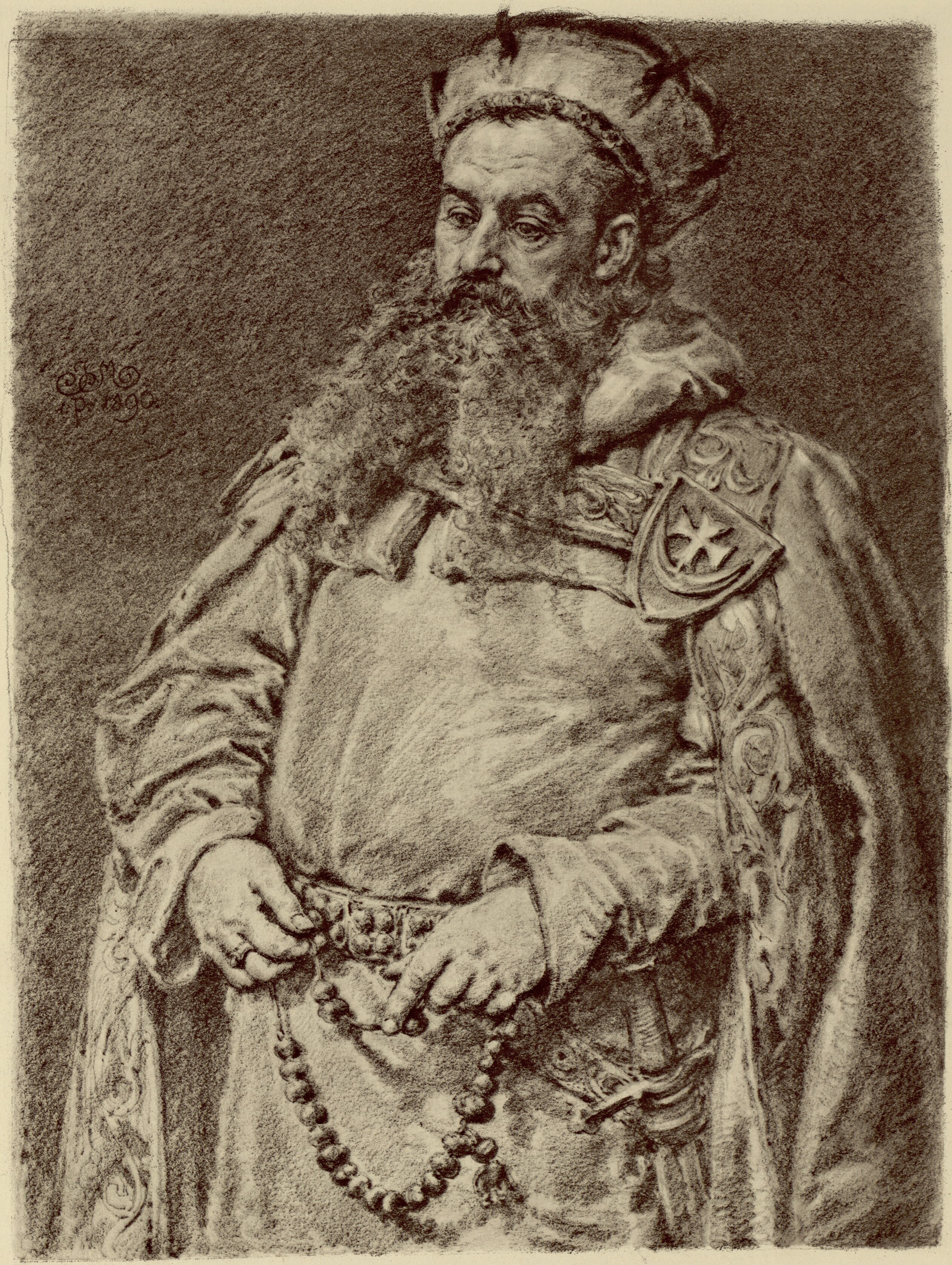
Enric el Barbut pintat per Jan Matejko

Enric el Barbut (en polonès Henryk Brodaty) o Enric I (cap a 1170 - 19 de març de 1238, Krosno Odrzańskie) fou duc de Wrocław, de la dinastia Piast, el 8 de desembre de 1201 i duc de Cracòvia el 1232. En el transcurs del seu regnat, va intentar reunificar els territoris polonesos.
Fill de Boleslau l'Alt i de la comtessa alemanya Cristina, es va casar prop de 1186 amb Eduvigis, filla del comte bavarès Bertold d'Andechs.
El 1201, després de la mort del seu pare, hereta del tron de Silèsia. El 1205, accepta fer un intercanvi de terres amb Ladislau III el Camaprim de Gran Polònia. Rep la regió de Kalisz i cedeix la regió de Lubusz. No per a molt de temps. El 1210, Conrad, el marcgravi de Lusàcia, arrenca Lubusz de la Gran Polònia. Un any més tard, Enric I expulsa l'invasor i recupera la regió. El 1230, Enric I guanyarà el ducat d'Opole, dominant així tota Silèsia.
El 1217, arriba a un acord amb Ladislau III, gràcies a la mediació dels bisbes de Poznań i de Lubusz. Els termes exactes de l'acord no ens són coneguts. Tanmateix, se sap que Ladislau III obté no només la garantia de poder conservar el territori de Ladislau Odonic, territori que hauria pogut ser reivindicat per Enric I el Barbut (que havia obtingut Kalisz alguns anys abans), sinó també Lubusz a Silèsia. A canvi, Enric I obté poder heretar totes les possessions del duc de Gran Polònia que no té fills. Aquest acord és aprovat per una butlla pontifical datada del 9 de maig de 1218.
És succeït com a Duc de Kalisz i Wieluń per Miecislau II el Gras i el seu germà Ladislau d'Opole, que governen conjuntament.